# Joseph Plissonneau
Joseph Donatien Plissonneau S.C.I., né le 27 octobre 1883 à Pont-Saint-Martin (Loire-Atlantique) et mort le 25 janvier 1948 à Rome, est un missionnaire français qui fut préfet apostolique au Cameroun.

## Biographie
Joseph Plissonneau est élève de l'école apostolique Saint-Clément de Fayet, près de Saint-Quentin, puis entre au séminaire Saint-Sulpice. Il postule chez les prêtres du Sacré-Cœur de Saint-Quentin dont il devient profès en 1903 à Sittard. Il poursuit ses études de théologie à Rome où il est ordonné prêtre le 21 mai 1910. Il est nommé pour le Congo belge au poste de Ponthierville puis de Yanounghe. Lorsqu'en août 1914 la mobilisation générale est proclamée, il est obligé de rentrer en France et rejoint son régiment en tant qu'aumônier militaire. Après la guerre, il revient au Congo belge, mais peu de temps car ses supérieurs le destinent au Cameroun, obtenu majoritairement par la France après le démantèlement des anciennes colonies allemandes. Très vite il est nommé préfet apostolique d'Adamaoua (7 février, 1920) et trois ans plus tard de Foumban, capitale du sultan bamoun, où il fait construire une nouvelle mission. Il fait également reconstruire celle de Koumbo, en ruines depuis le départ des Allemands. Il développe la mission, ouvre des écoles, construit des dispensaires et églises de brousse. Il passe un an en France métropolitaine pour des raisons de santé en 1928-1929. Mais bientôt il doit rentrer définitivement à cause de sa santé chancelante. Il est remplacé en octobre 1930 par Paul Bouque devenu vicaire apostolique.
En 1935, le T.R.P. Plissonneau est élu conseiller général de sa congrégation pour assister le supérieur général à Rome. Il est nommé en plus secrétaire général en 1938. Il finit le cadence pendant le Chapitre général en 1947 et meurt quelques mois plus tard.

## Hommages
- Croix de chevalier de l'Étoile noire de Bénin